# Hawkins (Texas)
Hawkins ist eine Gemeinde (mit dem Status „City“) im Wood County im US-amerikanischen Bundesstaat Texas.

## Geographie
Hawkins liegt im Nordosten Texas entlang des U.S. Highway 80, zwischen den Ortschaften Mineola (18 Meilen westlich von Hawkins) und dem rund sieben Meilen östlich liegenden Big Sandy. Das Stadtgebiet erstreckt sich über eine Fläche von 5,75 Quadratkilometer.

## Bevölkerung
Das U.S. Census Bureau hat bei der Volkszählung im Jahr 2020 eine Einwohnerzahl von 1274 ermittelt. Die Bevölkerungsdichte betrug 223,8 Einwohner pro Quadratkilometer.

## Trivia
Die Doku-Soap Der Germinator – Ein deutscher Cop in Texas spielte in Hawkins und zeigte das größtenteils dienstliche Leben des deutschstämmigen Manfred Gilow als Chief of Police bis zu seinem Rücktritt von der Position am 21. Juni 2022.